# Libero Andreotti
Pour les articles homonymes, voir Andreotti.
Libero Andreotti est un sculpteur, un illustrateur et un céramiste italien, né à Pescia le 18 juin 1875 et mort à Florence le 4 avril 1933.

## Biographie
À Lucques, Libero Andreotti rencontre Alfredo Caselli (it) et le poète Giovanni Pascoli. Il obtient un emploi à Palerme, chez l'éditeur Sandron, et ensuite, il est embauché comme illustrateur pour l'hebdomadaire socialiste La battaglia.
Déçu par l'environnement insulaire, il retourne en Toscane, à Florence, où il continue le travail dans les domaines de l'illustration, de la caricature et la céramique.
Parti pour Milan, il commence à se consacrer à la sculpture. Il est aidé et soutenu par le marchand d'art Grubicy, après la Biennale de Venise, où il a participé à la VIIe exposition internationale d'art. Il fait un séjour à Paris qui lui permet d'acquérir de nouvelles compétences techniques. Avec le déclenchement de la Première Guerre mondiale, il retourne en Italie.
En 1922, il reçoit sa première commande importante (le monument aux morts de Roncade), à son achèvement suivent les monuments de Saronno en 1924, de la basilique Santa Croce à Florence de 1924 à 1925, et l'Arc de Triomphe de Bolzano en 1928.
Il est enterré dans le cimetière delle Porte Sante de San Miniato al Monte à Florence.

## Marché de l'art
Lors de la vente aux enchères de Bertolani Fine Art à Rome en 2018, La conversation classique (1927) de Libero Andreotti, une porcelaine blanche réalisée avec Gio Ponti, a été vendue pour 82 500 euros plus les frais d'enchères.

## Œuvres d'art d'Andreotti
- La diva Mimi Mignon (1900)
- Allégorie de la vie et de la mort (1902)
- Vulcain enfant, Terre cutie (1904, Galerie d'art moderne de Milan)[2]
- Profil d'une jeune fille (1906)
- La Tentation (1908)
- Laocoon (1908)
- Damina (1908)
- Femme Grace I (1908)
- Femme allongée avec une bite (1909)
- Joueur de cymbale (1910)
- Joueur de lyre (1910)
- Femme avec corbeille de fruits (1911)
- Étude pour le 'Pesciaiolo' (1918)
- Velia Pesaro (1919)
- Pardon (1919)
- Jeune maman (1919)
- Les trois âges (1919)
- Bacchant (1920)
- Le peigne espagnol (1920)
- Femme faisant sa tresse (1920)
- Veronica (1920)
- La fessée (1920)
- Crucifixion (1920)
- Femme endormie (vers 1921)
- Étude pour «Le départ du héros» (1922)
- Études pour le monument à la Mère italienne à Santa Croce (1922)
- Femme se séchant (1922)
- Angelo (1922)
- Maternité (1923)
- Étude pour la «Mère» (1923)
- Étude pour le «Monument aux morts à Milan» (1924)
- Esquisse pour «Maternité» (1925)
- Étude pour le «Christ ressuscité» à Bolzano (1928)
- Vue de San Pellegrino al Cassero (1930)
- Paysage avec arbres (1930)
- Justice (1931)
- Annonciation de Toeplitz (Pescia, Gipsoteca Libero Andreotti)
- Femme endormie
- Femme avec enfant
- Monument aux morts de Saronno
- Monument à la mère italienne.